# Jerzy Pławczyk
Jerzy Pławczyk   (Dąbrowa Górnicza, 16 d'abril de 1911 - Lambrecht, 16 de gener de 2005) va ser un atleta polonès que va competir en els anys previs a la Segona Guerra Mundial.
Va disputar els Jocs Olímpics d'Estiu de 1932 i 1936. El 1932, a Los Angeles, destaca la setena posició en la prova del salt d'alçada del programa d'atletisme, mentre el 1936, a Berlín, destaca la novena posició en la prova del decatló. En el seu palmarès destaca una medalla de bronze al Campionat d'Europa d'atletisme de 1934, rere Hans-Heinrich Sievert i Leif Dahlgren.
El 1932 aconseguí el rècord d'Europa de salt d'alçada, amb un salt de 1m 96cm. Va ser campió nacional en nombroses ocasions durant la dècada de 1930. El 1938 es va traslladar a França i el 1940 es va incorporar a l'exèrcit. De 1943 a 1948 va treballar com a instructor d'esports a Vichèi, París i Roma i després va treballar com a venedor i professor abans de tornar a Polònia.